# Tmesisternini
Tmesisternini – plemię chrząszczy z rodziny kózkowatych i z podrodziny zgrzypikowych. 

## Zasięg występowania
Przedstawiciele tego plemienia występują w Australazji i wsch części Archipelagu Malajskiego aż po Jawę.

## Systematyka
Do Tmesisternini należy 416 gatunków i 12 rodzajów:
- Arrhenotoides
- Blapsilon
- Buprestomorpha
- Elaidius
- Epiblapsilon
- Pascoea
- Sepicana
- Sphingnotus
- Sulawesiella
- Temnosternus
- Tmesisternus
- Trigonoptera

## Przypisy

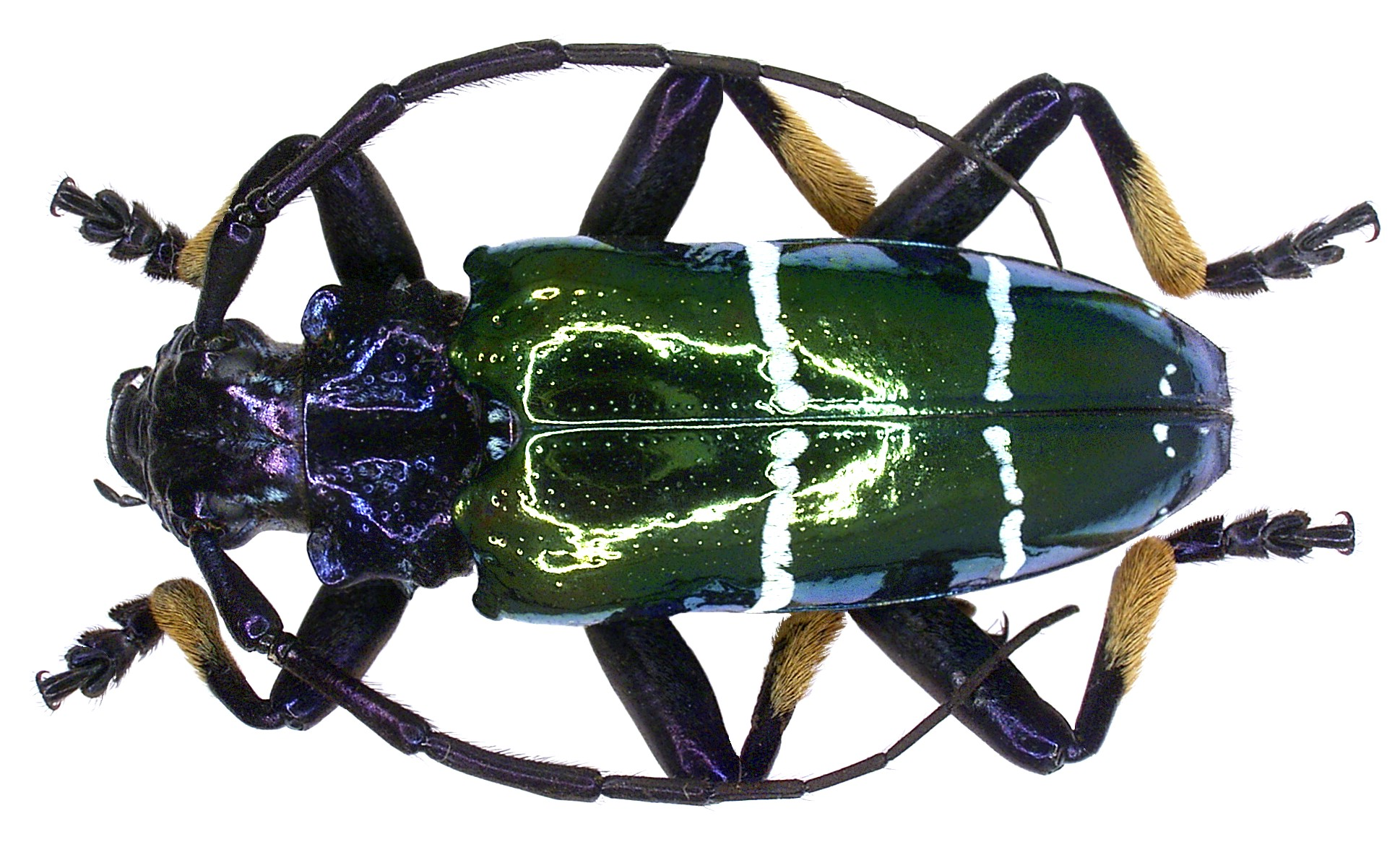
Sphingnotus mirabilis